# Liste der Monuments historiques in Albi
Die Liste der Monuments historiques in Albi führt die Monuments historiques in der französischen Stadt Albi auf.

## Liste der Bauwerke
| Bezeichnung                                           | Beschreibung | Standort                                             | Kennzeichnung | Schutzstatus | Datum | Bild |
| ----------------------------------------------------- | ------------ | ---------------------------------------------------- | ------------- | ------------ | ----- | ---- |
| Kathedrale von Albi                                   |              | Place Sainte-Cécile (Lage)                           | PA00095453    | Classé       | 1862  |      |
| Château Cantepau                                      |              | (Lage)                                               | PA00095454    | Inscrit      | 1978  |      |
| Château Gô                                            |              | (Lage)                                               | PA00095455    | Inscrit      | 1984  |      |
| Collégiale Saint-Salvi                                |              | Rue Mariès (Lage)                                    | PA00095457    | Classé       | 1846  |      |
| Commanderie de Rayssac                                |              | (Lage)                                               | PA00095456    | Inscrit      | 1928  |      |
| Notre-Dame du Breuil                                  |              | Rue Notre-Dame-du-Breuil Rue Paul-Bermond (Lage)     | PA81000023    | Inscrit      | 2005  |      |
| Notre-Dame-de-la-Drèche                               |              | (Lage)                                               | PA00135474    | Classé       | 1995  |      |
| Saint-Jean de Rayssac                                 |              | Avenue du maréchal-Juin (Lage)                       | PA81000024    | Inscrit      | 2005  |      |
| Hôtel de Rochegude                                    |              | 28, rue Rochegude (Lage)                             | PA00095460    | Inscrit      | 1986  |      |
| Hôtel de Ville                                        |              | 16, rue de l’Hôtel-de-Ville rue des Pénitents (Lage) | PA00095461    | Inscrit      | 1971  |      |
| Hôtel du Bosc (Geburtshaus von Toulouse-Lautrec)      |              | 14, rue Henri-de-Toulouse-Lautrec (Lage)             | PA00095459    | Inscrit      | 1974  |      |
| Gebäude                                               |              | 14, rue de l’Hôtel-de-Ville (Lage)                   | PA00095462    | Inscrit      | 1973  |      |
| Gebäude                                               |              | 69, rue Rinaldi (Lage)                               | PA00095464    | Inscrit      | 1974  |      |
| Gebäude                                               |              | 8, rue Mariès (Lage)                                 | PA00095463    | Classé       | 1927  |      |
| Gebäude                                               |              | 6, place du Vigan (Lage)                             | PA00095465    | Inscrit      | 1944  |      |
| Lycée Lapérouse ehemalige Kapelle des Jesuitenkollegs |              | 2, Lices Georges-Pompidou (Lage)                     | PA00095466    | Inscrit      | 1957  |      |
| Maison des Viguiers genannt Hôtel Reynès              |              | Rue Timbal (Lage)                                    | PA00095477    | Classé       | 1862  |      |
| Maison Enjalbert                                      |              | Rue Timbal Rue des Pénitents (Lage)                  | PA00095478    | Classé       | 1921  |      |
| Haus                                                  |              | 1, rue de la Grand’Côte (Lage)                       | PA00095470    | Inscrit      | 1971  |      |
| Haus                                                  |              | 1, rue des Foissants und rue Saint-Étienne (Lage)    | PA00095468    | Inscrit      | 1971  |      |
| Haus                                                  |              | 1, rue Sainte-Cécile rue Mariès (Lage)               | PA00095472    | Inscrit      | 1971  |      |
| Haus                                                  |              | 12, rue d’Engueysse (Lage)                           | PA00095467    | Inscrit      | 1924  |      |
| Haus                                                  |              | 2, rue Saint-Julien (Lage)                           | PA00095473    | Inscrit      | 1924  |      |
| Haus                                                  |              | 3, rue des Foissants (Lage)                          | PA00095469    | Inscrit      | 1928  |      |
| Haus                                                  |              | 4, rue Saint-Julien (Lage)                           | PA00095474    | Inscrit      | 1924  |      |
| Haus                                                  |              | 6, rue Saint-Julien (Lage)                           | PA00095475    | Inscrit      | 1924  |      |
| Haus                                                  |              | 8, rue de la Grand’Côte (Lage)                       | PA00095471    | Inscrit      | 1940  |      |
| Haus                                                  |              | 8, rue Saint-Julien (Lage)                           | PA00095476    | Inscrit      | 1924  |      |
| Manoir de Lasbordes                                   |              | (Lage)                                               | PA00095479    | Inscrit      | 1979  |      |
| Palais de la Berbie                                   |              | Place Sainte-Cécile (Lage)                           | PA00095480    | Classé       | 1862  |      |
| Alte Brücke                                           |              | (Lage)                                               | PA00095481    | Classé       | 1921  |      |
| Stadttheater                                          |              | Rue Saint-Antoine (Lage)                             | PA81000011    | Inscrit      | 1999  |      |
| Tour du Boutge                                        |              | 30, place Henri-de-Grosse (Lage)                     | PA00095482    | Inscrit      | 1971  |      |
| Nudelfabrik                                           |              | 41, rue Porta 1, boulevard de Strasbourg (Lage)      | PA00095483    | Inscrit      | 1984  |      |

## Liste der Objekte

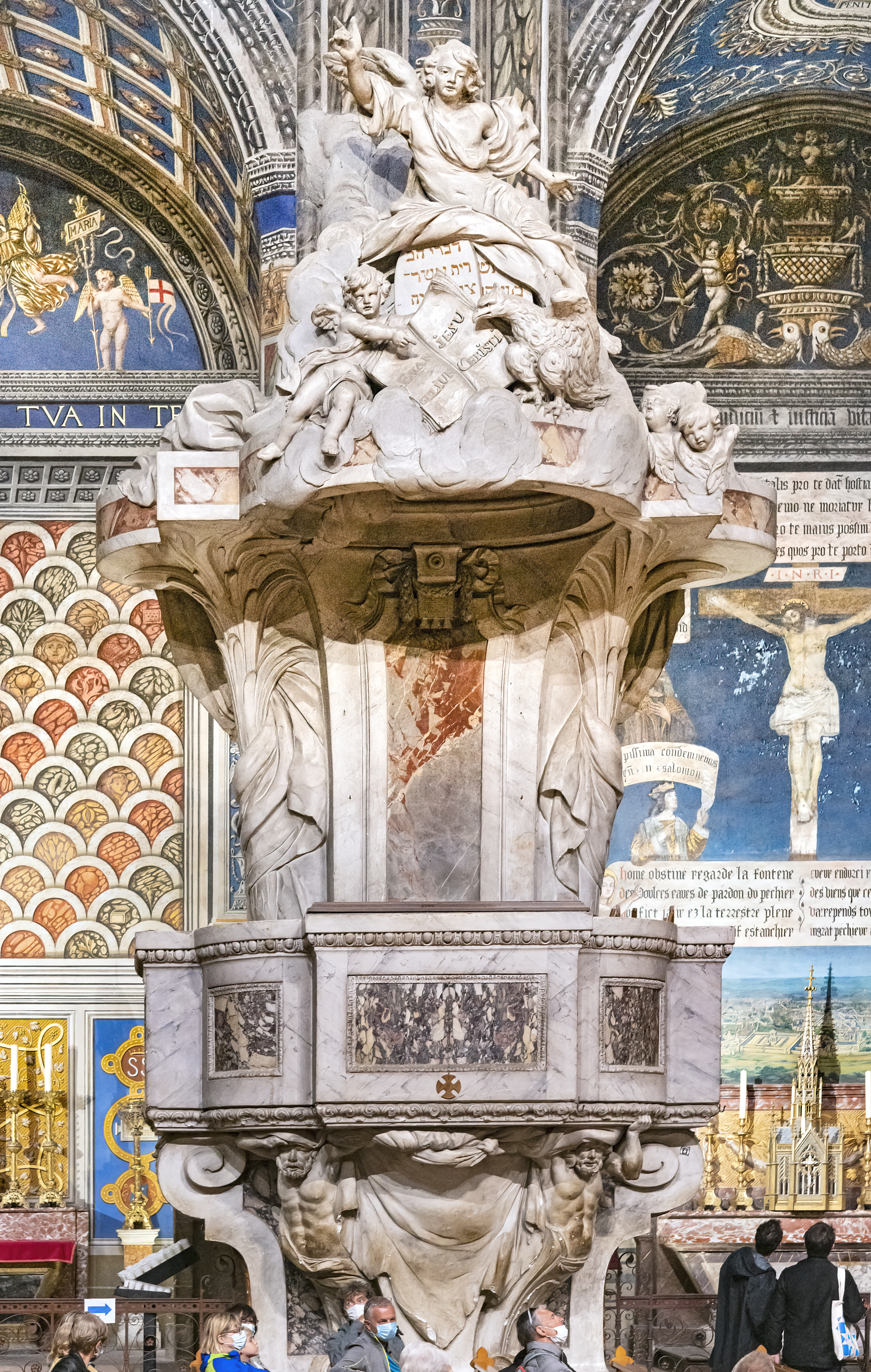
Kanzel in der Kathedrale

- Monuments historiques (Objekte) in Albi in der Base Palissy des französischen Kultusministeriums